# Jerzy Wittelsbach (biskup Spiry)
Jerzy Wittelsbach (ur. 10 lutego 1486 Heidelberg, zm. 27 września 1529) – książę Palatynatu, biskup Spiry.
Syn elektora Palatynatu Filipa i Małgorzaty.
Był kanonikiem w Moguncji, Trewirze, Spirze. Od 1499 roku był proboszczem katedry w Moguncji, w 1502 roku został proboszczem w Brugii. 12 stycznia 1513 roku został biskupem Spiry. Po studiach na Uniwersytecie w Heidelbergu 10 czerwca 1515 roku odebrał święcenia kapłańskie.
Był gospodarzem sejmu w Spirze w 1529 roku, na którym zwolennicy Marcina Lutra wnieśli protest przeciwko edyktowi wormackiemu.